# Gøgeurt-familien
Gøgeurt-familien, eller Orkidé-familien, er en meget stor familie inden for planteriget med omkring 18.000 arter fordelt på næsten 800 slægter. De fleste arter findes i troperne, men også i Norden findes orkideer, der her oftest er knyttet til kalkrige voksesteder.
Arterne inden for gøgeurt-familien er i meget stærk grad tilpasset bestøvning ved hjælp af insekter. Et andet karakteristisk træk inden for familien er udnyttelsen af svampe. Allerede fra frøstadiet vokser svamp og frø sammen, hvilket betyder, at det kan udvikle sig og senere blive en hel plante. Dette krav om samliv med bestemte svampe og insekter gør, at mange arter er sjældne, fordi kun få voksesteder er egnede.

## Samliv med svampe
Udviklingen af frøet er helt afhængig af en svamp. Hvis den rigtige svamp trænger ind i frøet, opstår en ligevægtstilstand mellem frøets celler og svampens hyfer. Frøets celler får energi gennem svampen. Frøet kan nu vokse ud til en lille knoldformet stængeldannelse uden blade og rødder. Dette kaldes en protokorm. Det kan vare en årrække, inden protokormen har kraft nok til at danne den egentlige plante.

## Anvendelse

### Krydderi
Vanilla (Vanilje) er en slægt af orkidéer, hvor især arten Ægte Vanilje anvendes som krydderi. Duften stammer fra frøene, der sidder sammen i lange, smalle frugter. Disse tørres og sælges som velduftende vaniljestænger.

### Prydplanter
Nogle få eksempler på slægter af orkidéer, hvor arterne anvendes som prydplanter:
- Cattleya
- Dendrobium
- Paphiopedilum, Venussko
- Phalaenopsis

## Underfamilien Fruesko
Fruesko-familien var tidligere en selvstændig familie, men regnes nu for at være en underfamilie i Gøgeurt-familien. Underfamilien hedder Cypripedioideae, og den rummer bl.a. den tempererede Cypripedium (herunder den danske Fruesko), og de tropiske slægter Venussko (Asien) og Phragmipedium (Amerika).

## Slægter

### Danske slægter
I Danmark findes arter fra 20 forskellige slægter (cirka 35 forskellige arter):
- Dactylorhiza (Gøgeurt)[3]
- Dværggøgeurt (Chamorchis)
- Flueblomst (Ophrys)
- Fruesko (Cypripedium)
- Gøgelilje (Platanthera)
- Hjertelæbe (Hammarbya)
- Horndrager (Anacamptis)
- Hullæbe (Epipactis)
- Knælæbe (Epipogium)
- Knærod (Goodyera)
- Koralrod (Corallorrhiza)
- Mygblomst (Liparis)
- Neotinea (Gøgeurt)[3]
- Neottia (Rederod og Fliglæbe)
- Orchis (Gøgeurt)[3]
- Pukkellæbe (Herminium)
- Skovlilje (Cephalanthera)
- Skrueaks (Spiranthes)
- Sækspore (Leucorchis)
- Trådspore (Gymnadenia)

### Europæiske slægter
Eksempler på andre europæiske slægter eller slægter fra de Kanariske Øer:
- Aceras, Hangøgeurt
- Calypso, Norne
- Coeloglossum, Poselæbe
- Comperia, Skæglæbe
- Habenaria, Kanarisk Gøgelilje
- Himantoglossum, Remtunge
- Limodorum, Purpurrederod
- Neottianthe, Rødtunge
- Traunsteinera, Kuglegøgeurt

### Andre slægter
Eksempler på andre af gøgeurt-familiens næsten 1800 slægter:
- Aerangis
- Aeranthes
- Anoectochilus
- Ansellia
- Arethusa
- Aspasia
- Barbosella
- Bletilla
- Brassia
- Bulbophyllum
- Cadetia
- Catasetum
- Chysis
- Coelogyne
- Cymbidium
- Dendrophylax
- Diaphananthe
- Dracula
- Dryadella
- Encyclia
- Epidendrum
- Eria
- Gennaria
- Gongora
- Isabelia
- Kefersteinia
- Laelia
- Lockhartia
- Ludisia
- Lycaste
- Masdevallia
- Maxillaria
- Meiracyllium
- Miltonia
- Nanodes
- Neobenthamia
- Odontoglossum
- Oncidium
- Osmoglossum
- Phalaenopsis
- Pholidota
- Phragmipedium
- Phymatidium
- Platystele
- Pleurothallis
- Polystachya
- Restrepia
- Restrepiella
- Sarcochilus
- Scaphosepalum
- Scaphyglottis
- Serapias
- Sigmatostalix
- Stanhopea
- Stelis
- Steveniella
- Thrixspermum
- Trichoceros
- Trichopilia
- Trigonidium
- Vanda
- Chamathilis
- Oligopea

## Links
- Naturstyrelsen om de danske orkidéer
- Danmarks orkideer, website af Jimmy Larsen
- Oesterreichische Orchideengesellschaft
- Dansk Orkide Klub Arkiveret 11. oktober 2011 hos  Wayback Machine